# Пріоритет діафрагми
Пріоритет діафрагми ( «автомат витримки», англ. Aperture Priority AE Aperture Priority AE) - режим автоматичного управління експозицією фотоапарата або відеокамери, при якому автоматика безступінчато вибирає витримку затвора (час зчитування кадру матрицею ), в залежності від встановленої вручну діафрагми . У різних виробників сучасної фототехніки на диску режимів зйомки пріоритету діафрагми відповідають позначення Av (значення англ. Aperture Value Aperture Value системи APEX ) або A ( англ. Aperture Aperture). Вперше такий режим реалізований в 1971 році в японському фотоапараті Pentax Electro Spotmatic з вбудованим TTL-експонометром  . Шістьма роками раніше в СРСР випущений фотоапарат «Київ-10», що підтримував цей режим, але оснащений застарілим експонометром із зовнішнім фотоелементом. 
|  |  |

## Особливості
Режим пріоритету діафрагми використовується в тих випадках, коли вирішальне значення має глибина різкості, і сюжет не містить об'єктів, що рухаються. Ставлячи малий отвір (велике число діафрагми ), можна отримати велику глибину різкості, зменшити аберації (до певної межі). Навпаки, великий отвір дозволяє ефективно відокремити об'єкт від фону або надати йому необхідну м'якість (див. також Боке). При цьому м'якість полягає не стільки в м'якому фокусі, скільки в мінімізації глибини різкості, яка може становити всього частку міліметра (стосовно до реального об'єкту, а не його зображення). При цьому краї предмета, якщо тільки він не зовсім плоскі, і зйомка ведеться перпендикулярно йому, вже стають нечіткими. Подібного ефекту можна добитися і при обробці фотографії в растровому графічному редакторі на комп'ютері, але при цьому пропадає природність такого зображення, хоча дозволяє домогтися іншого бачення (див. Цифрова обробка зображень ).